# 张荻
张荻（1957年3月—），生于陕西省西安市，籍贯山东惠民县，上海交通大学教授、金属基复合材料国家重点实验室主任，研究方向为遗态材料的基础及应用研究、金属基复合材料制备科学。任中华人民共和国教育部第四批“长江学者”特聘教授，2023年11月当选中国科学院院士。曾获得国家自然科学二等奖。

## 简历
1982年获得西安交通大学学士学位；1982年3月至1982年9月在大连外国语学院学习日语；1985年获得大阪大学硕士学位；1988年获得大阪大学博士学位。后进入上海交通大学材料科学与工程学院任教。